# Torneo Apertura de la Liga FUTVE Futsal 1 del 2022
El Torneo Apertura de la Liga FUTVE Futsal 1 del 2022 fue organizado por la Federación Venezolana de Fútbol. El 2 de abril del 2022, comenzó la competición en consonancia duró 36 días por ende finalizó el 7 de mayo del 2022.  La final absoluta enfrentará a los campeones del torneo Apertura y Clausura. El ganador de la final absoluta de la Liga Futve Futsal 1 del 2022 jugará en la Copa Libertadores de Futsal del 2023.

## Gimnasios que son sedes
| Nombre del Gimnasio    | Dirección del Gimnasio | Ref.  |
| ---------------------- | --- | ----- |
| Gimnasio José Beracasa | Ciudad de Caracas, Distrito Capital, municipio Bolivariano Libertador, parroquia Paraíso, urbanización Paraíso, avenida José Antonio Páez entre la avenida los Pinos y la avenida Arismendi. Punto de referencia: a 3 cuadras de la plaza Páez y al frente de la jefatura civil del Paraíso | [ 3 ] |

## Ingreso a los gimnasios

### Capacidad máxima de fanáticos en los gimnasios
Fue el 100% de su capacidad, asimilado esto, las personas llevaron su tapaboca para cumplir con todas las normas de bioseguridad.

### Venta de entrada
| Espacio | Nombre del espacio                   | Dirección del espacio | Ref.  |
| ------- | ------------------------------------ | --- | ----- |
| Virtual | Ticketmundo                          | http://ticketsve.ticketmundo.com/event/1941 | [ 4 ] |
| Físico  | Taquillas del Gimnasio José Beracasa | Ciudad de Caracas, Distrito Capital, municipio Bolivariano Libertador, parroquia Paraíso, urbanización Paraíso, avenida José Antonio Páez entre la avenida los Pinos y la avenida Arismendi. Punto de referencia: a 3 cuadras de la plaza Páez y al frente de la jefatura civil del Paraíso | [ 3 ] |

## Formato de competencia
Estuvo conformado por la fase de grupos, los cuartos de final, la semifinal y la final:
| Nombre del sistema de clasificación | Definición del sistema de clasificación |
| ----------------------------------- | --- |
| Fase de grupos                      | Estuvo integrada por el grupo A y el grupo B, captado lo previo, el grupo A poseyó 6 equipos que en el Gimnasio José Beracasa, iniciaron los juegos en pro de jugar 2 veces con cada equipo de su grupo para consumar 10 juegos en consonancia el grupo B poseyó 6 equipos que en el Gimnasio José Beracasa, iniciaron los juegos en pro de jugar 2 veces con cada equipo de su grupo para consumar 10 juegos. Al finalizar la fase de grupos, clasificaron los primeros 4 equipos de cada grupo a los cuartos de final. |
| Cuartos de final                    | Se jugaron en el Gimnasio José Beracasa en consonancia clasificaron a la semifinal, los ganadores de 1 evento de futsal. |
| Semifinal                           | Se jugaron en el Gimnasio José Beracasa en consonancia clasificaron a la semifinal, los ganadores de 1 evento de futsal. |
| Final                               | Se jugó en el Gimnasio José Beracasa en consonancia fue el campeón, el ganador de 1 evento de futsal. |

## Equipos y clasificación de la fase de grupos
| Equipo                                                              | PJ | PG | PE | PP | PTS | GF | GC | GF-GC |
| ------------------------------------------------------------------- | -- | -- | -- | -- | --- | -- | -- | ----- |
| Bucaneros de la Guaira ★                                            | 10 | 10 | 0  | 0  | 30  | 51 | 22 | +29   |
| Santa Bárbara del Zulia (Equipo de futsal)\|Santa Bárbara del Zulia | 10 | 6  | 0  | 4  | 18  | 39 | 29 | +10   |
| Academia Campeones Mundiales del 97                                 | 10 | 5  | 1  | 4  | 16  | 40 | 32 | +8    |
| Libertador Futsal Club                                              | 10 | 5  | 0  | 5  | 15  | 29 | 30 | -1    |
| Club Deportivo Candelero                                            | 10 | 3  | 1  | 6  | 10  | 32 | 36 | -4    |
| Real Yaracuy Futsal Club                                            | 10 | 0  | 0  | 10 | 0   | 11 | 53 | -42   |

| Equipo                 | PJ | PG | PE | PP | PTS | GF | GC | GF-GC |
| ---------------------- | -- | -- | -- | -- | --- | -- | -- | ----- |
| Centauros de Caracas   | 10 | 8  | 1  | 1  | 25  | 33 | 11 | +22   |
| Vikingos de Miranda FS | 10 | 5  | 3  | 2  | 18  | 18 | 14 | +4    |
| Dragones de Carabobo   | 10 | 5  | 2  | 3  | 17  | 33 | 19 | +14   |
| La Fría del Sur        | 10 | 4  | 1  | 5  | 13  | 22 | 25 | -3    |
| Tigres Futsal Club     | 10 | 3  | 2  | 5  | 11  | 24 | 27 | -3    |
| Titanes de Lara        | 10 | 0  | 1  | 9  | 1   | 19 | 53 | -34   |

★ Invicto y Color rojo para los clasificados a los 4tos de final

## Goleadores en la fase de grupos del Torneo Apertura de la Liga FUTVE Futsal 1 del 2022
Uno de los regalos más bonitos del fútsal, es el gol:
| Posición | Jugador          | Equipo                                 | Cantidad de goles | Equipos que goleó |
| -------- | ---------------- | -------------------------------------- | ----------------- | --- |
| 1        | Anduver Zambrano | Academia de Campeones Mundiales del 97 | 15                | Consumó 7 goles a Real Yaracuy Futsal Club, 2 goles a Libertador Futsal Club, 1 gol a Club Deportivo Candelero, 2 goles a Bucaneros de la Guaira y 3 goles a Santa Bárbara del Zulia   |
| 2        | Wilfredo Gómez   | Libertador Futsal Club                 | 11                | Consumó 3 goles a Real Yaracuy Futsal Club, 2 goles a Bucaneros de la Guaira, 2 goles a Santa Bárbara del Zulia, 2 goles a Club Deportivo Candelero y 2 goles a Libertador Futsal Club |
| 3        | Rafael Morillo   | Centauros de Caracas                   | 11                | Consumó 4 goles a Titanes de Lara, Consumó 3 goles a La Fría del Sur, 2 goles a Tigres Futsal Club y 2 goles a Dragones de Carabobo                                                    |
| 4        | Levis Pirela     | Santa Bárbara del Zulia                | 10                | Consumó 4 goles a Club Deportivo Candelero, 2 goles a Real Yaracuy Futsal Club, 3 goles a Libertador Futsal Club y 1 gol a Academia de Campeones Mundiales del 97                      |

## Cuartos de final, semifinal y final
El ganador de la final del Torneo Apertura de la Liga FUTVE Futsal 1 del 2022, clasificó a la final absoluta de la Liga FUTVE Futsal 1 del 2022. El ganador de la final absoluta de la Liga FUTVE Futsal 1 del 2022 por ende Clasificará a la Copa Libertadores de Futsal del 2023.
|  | Cuartos de final                    | Cuartos de final                    | Cuartos de final                    |                                     |                        | Semifinal              | Semifinal | Semifinal |  |                        | Final                  | Final | Final |  |
|  |                                     |                                     |                                     |                                     |                        |                        |           |           |  |                        |                        |       |       |  |
|  |                                     |                                     |                                     |                                     |                        |                        |           |           |  |                        |                        |       |       |  |
|  | Vikingos de Miranda FS              | Vikingos de Miranda FS              | 0                                   |                                     |                        |                        |           |           |  |                        |                        |       |       |  |
|  | Vikingos de Miranda FS              | Vikingos de Miranda FS              | 0                                   |                                     |                        |                        |           |           |  |                        |                        |       |       |  |
|  | Academia Campeones Mundiales del 97 | Academia Campeones Mundiales del 97 | 1                                   |                                     |                        |                        |           |           |  |                        |                        |       |       |  |
|  | Academia Campeones Mundiales del 97 | Academia Campeones Mundiales del 97 | 1                                   |                                     | Bucaneros de la Guaira | Bucaneros de la Guaira | 1         |           |  |                        |                        |       |       |  |
|  |                                     |                                     |                                     |                                     | Bucaneros de la Guaira | Bucaneros de la Guaira | 1         |           |  |                        |                        |       |       |  |
|  |                                     |                                     | Academia Campeones Mundiales del 97 | Academia Campeones Mundiales del 97 | 0                      |                        |           |           |  |                        |                        |       |       |  |
|  | Bucaneros de la Guaira              | Bucaneros de la Guaira              | Academia Campeones Mundiales del 97 | Academia Campeones Mundiales del 97 | 0                      | 1                      |           |           |  |                        |                        |       |       |  |
|  | Bucaneros de la Guaira              | Bucaneros de la Guaira              |                                     |                                     |                        |                        |           |           |  |                        |                        |       |       |  |
|  | La Fría del Sur                     | La Fría del Sur                     | 0                                   |                                     |                        |                        |           |           |  |                        |                        |       |       |  |
|  | La Fría del Sur                     | La Fría del Sur                     | 0                                   |                                     |                        |                        |           |           |  | Bucaneros de la Guaira | Bucaneros de la Guaira | 0     |       |  |
|  |                                     |                                     |                                     |                                     |                        |                        |           |           |  | Bucaneros de la Guaira | Bucaneros de la Guaira | 0     |       |  |
|  |                                     |                                     | Centauros de Caracas                | Centauros de Caracas                | 1                      |                        |           |           |  |                        |                        |       |       |  |
|  | Santa Bárbara del Zulia             | Santa Bárbara del Zulia             | Centauros de Caracas                | Centauros de Caracas                | 1                      | 0                      |           |           |  |                        |                        |       |       |  |
|  | Santa Bárbara del Zulia             | Santa Bárbara del Zulia             |                                     |                                     |                        |                        |           |           |  |                        |                        |       |       |  |
|  | Dragones de Carabobo                | Dragones de Carabobo                | 1                                   |                                     |                        |                        |           |           |  |                        |                        |       |       |  |
|  | Dragones de Carabobo                | Dragones de Carabobo                | 1                                   |                                     | Centauros de Caracas   | Centauros de Caracas   | 1         |           |  |                        |                        |       |       |  |
|  |                                     |                                     |                                     |                                     | Centauros de Caracas   | Centauros de Caracas   | 1         |           |  |                        |                        |       |       |  |
|  |                                     |                                     | Dragones de Carabobo                | Dragones de Carabobo                | 0                      |                        |           |           |  |                        |                        |       |       |  |
|  | Centauros de Caracas                | Centauros de Caracas                | Dragones de Carabobo                | Dragones de Carabobo                | 0                      | 1                      |           |           |  |                        |                        |       |       |  |
|  | Centauros de Caracas                | Centauros de Caracas                |                                     |                                     |                        |                        |           |           |  |                        |                        |       |       |  |
|  | Libertador Futsal Club              | Libertador Futsal Club              | 0                                   |                                     |                        |                        |           |           |  |                        |                        |       |       |  |
|  | Libertador Futsal Club              | Libertador Futsal Club              | 0                                   |                                     |                        |                        |           |           |  |                        |                        |       |       |  |
|  |                                     |                                     |                                     |                                     |                        |                        |           |           |  |                        |                        |       |       |  |

|                                                                                       |
| Campeón del Torneo Apertura de la Liga Futve Futsal 1 del 2022 Centauros de Caracas ★ |

## Goleadores del Torneo Apertura de la Liga FUTVE Futsal 1 del 2022
Uno de los regalos más bonitos del fútsal, es el gol:
| Posición | Jugador          | Equipo                                 | Cantidad de goles | Equipos que goleó |
| -------- | ---------------- | -------------------------------------- | ----------------- | --- |
| 1        | Anduver Zambrano | Academia de Campeones Mundiales del 97 | 17                | Consumó 7 goles a Real Yaracuy Futsal Club, 2 goles a Libertador Futsal Club, 1 gol a Club Deportivo Candelero, 4 goles a Bucaneros de la Guaira, 3 goles a Santa Bárbara del Zulia.   |
| 2        | Rafael Morillo   | Centauros de Caracas                   | 12                | Consumó 4 goles a Titanes de Lara, Consumó 3 goles a La Fría del Sur, 2 goles a Tigres Futsal Club y 3 goles a Dragones de Carabobo                                                    |
| 3        | Wilfredo Gómez   | Libertador Futsal Club                 | 11                | Consumó 3 goles a Real Yaracuy Futsal Club, 2 goles a Bucaneros de la Guaira, 2 goles a Santa Bárbara del Zulia, 2 goles a Club Deportivo Candelero y 2 goles a Libertador Futsal Club |
| 4        | Levis Pirela     | Santa Bárbara del Zulia                | 10                | Consumó 4 goles a Club Deportivo Candelero, 2 goles a Real Yaracuy Futsal Club, 3 goles a Libertador Futsal Club y 1 gol a Academia de Campeones Mundiales del 97                      |

## Patrocinantes
| Nombre de la empresa            | Especialidad de la empresa | Dirección de la empresa | Página Web                                     | Número telefónico |
| ------------------------------- | --- | --- | ---------------------------------------------- | ----------------- |
| Federación Venezolana de Fútbol | Generar torneos de fútbol venezolano y cumplir las normas de la FIFA motivado a que está afiliada a esta empresa futbolítica | Ciudad de Caracas, Distrito Capital, municipio Bolivariano Libertador, parroquia el Recreo, urbanización Sabana Grande, avenida Santos Erminy Arismendi entre la avenida Francisco Solano López y el Bulevar de Sabana Grande, precisamente en el edificio torre Mega II. El Punto de referencia es a 2 cuadras del Banco de Venezuela     | http://www.federacionvenezolanadefutbol.org/   |                   |
| Ven app                         | Es una aplicación venezolana que está relacionada con el estado venezolano, asimilado esto, permite enviar y recibir información incluyendo unas categorías para hacer denuncias y enviar propuestas al estado venezolano. Es importante saber que los datos personales son de uso privado | | https://venapp.com/                            |                   |
| Roly                            | Vender ropa de buena calidad incluyendo ropa deportiva | Ciudad de Caracas, Distrito Capital, municipio Bolivariano Libertador, parroquia la Candelaria, avenida Sur 9, esquina Puente Yanes a Perico, edificio Casas, local PB. El Punto de referencia es Frente a Beco la Candelaria o al lado de MRW                                                                                             | https://www.instagram.com/rolyvenezuela/?hl=es | +582126142567     |
| Biomedical Forteza              | Importan y comercian equipos, materiales e insumos médicos, quirúrgicos y de laboratorio de la más alta calidad | Ciudad de Caracas, Distrito Capital, municipio Bolivariano Libertador, parroquia la Candelaria, urbanización Parque Carabobo, avenida Universidad entre la esquina Monroy y la esquina Misericordia, Centro Parque Carabobo, piso 6, oficina 606. El Punto de referencia es a 1 cuadra de la estación Parque Carabobo del Metro de Caracas | https://www.biomedicalforteza.com.ve/          | +58 2126135431    |